# Lac de l'Aile
Le lac de l'Aile, ou lac de l'L, est un lac pyrénéen français, situé administrativement dans la commune de Bagnères-de-Bigorre dans le département des Hautes-Pyrénées en région  Occitanie.

## Géographie
Le lac de l'Aile est situé en vallée de Campan à une altitude de 2 303 m.

### Topographie
|              | Lacs de La Touyague |                             |
| Lac Arrédoun | lac de l’Aile       | Col de Couradette (2 403 m) |
|              | Montagne Bérès      | Pic de Cettiou (2 588 m)    |

## Protection environnementale
Le lac fait partie d'une zone naturelle protégée, classée ZNIEFF de type 1 : Cirque de Cloutou et sud de La Mongie et de type 2 : Bassin du haut Adour.

## Voies d'accès

### Niveau
- Facile : 3 h pour les confirmés, 3 h 30 pour les novices.

- Carte IGN 1:50 000 = Campan (feuille XVII-47)

- Carte IGN 1:25 000 = Néouvielle - Vallée d'Aure (feuille 276)

### Itinéraire
Suivre l'itinéraire décrit pour atteindre le lac de Gréziolles. Puis à Gréziolles, prendre hors sentier la direction sud-est dans un grand chaos granitique. Traverser plusieurs pierriers aux blocs gigantesques sans grande difficulté avec un minimum de prudence. Passer à gauche du Tuhou Arredoun du bas. On parvient facilement au lac de l'L.
Légèrement en dessous du lac, un abri sous roche est à disposition en cas de mauvais temps.